# Ваздухопловна база Скот
Ваздухопловна база Скот (енгл. Scott Air Force Base) насељено је место без административног статуса у америчкој савезној држави Илиноис.

## Демографија
По попису из 2010. године број становника је 3.612, што је 905 (33,4%) становника више него 2000. године.
| Група             | 2000.         | 2010.         |
| Белци             | 2.085 (77,0%) | 2.489 (68,9%) |
| Афроамериканци    | 366 (13,5%)   | 554 (15,3%)   |
| Азијати           | 80 (3,0%)     | 85 (2,4%)     |
| Хиспаноамериканци | 110 (4,1%)    | 320 (8,9%)    |
| Укупно            | 2.707         | 3.612         |